# União das Freguesias de Amedo e Zedes
Die União das Freguesias de Amedo e Zedes ist eine portugiesische Gemeinde (Freguesia) im Kreis (Concelho) Carrazeda de Ansiães, Distrikt Bragança, im Nordosten Portugals.

## Geschichte
Die Gemeinde entstand im Zuge der Gebietsreform vom 29. September 2013 durch die Zusammenlegung der ehemaligen Gemeinden Amedo und Zedes.
Amedo wurde Sitz der neuen Verwaltung.

## Demographie
| Freguesia | Freguesia     | Freguesia | Freguesia       | ehemalige Freguesias | ehemalige Freguesias | ehemalige Freguesias | ehemalige Freguesias |
| --------- | ------------- | --------- | --------------- | -------------------- | -------------------- | -------------------- | -------------------- |
| Wappen    | Freguesia     | Einwohner | Fläche in (km²) | Wappen               | Freguesia            | Einwohner            | Fläche in (km²)      |
|           | Amedo e Zedes | 401       | 23,43           |                      | Amedo                | 299                  | 12,23                |
|           | Amedo e Zedes | 401       | 23,43           | Zedes                | 150                  | 11,2                 |                      |